# KLEIN (ゲームブランド)
KLEIN(クライン)は、2002年に設立された有限会社クラインのアダルトゲームブランド。当初の作品に桜沢いづみが関わっていたことでも知られる。姉妹ブランドに陵辱系ゲームを扱った「KLEINシロップ」があったが、株式会社フォーナインのもとで「シロップ」として独立した。

## 作品リスト
KLEIN
- re-laive
- り・れいぶもえもえふぁんでぃすく
- ぴゅあぴゅあ
- 屋根づたいの君へ
- 萌・エ・ロ 鬼ィちゃん(Le.Chocolatとの合作)
- カラフル!! 〜colorful!!〜
- あきまほ!
- 勇者と彼女に花束を
- 青空と雲と彼女の恋
- 乙女は可憐に恋に舞いっ!

KLEINシロップ
- 汚された夏 〜10本の手で嬲られた少女〜
- 姦禁 〜18の穴・もう注ぎこまないで!〜